# Confederación Hidrográfica del Duero

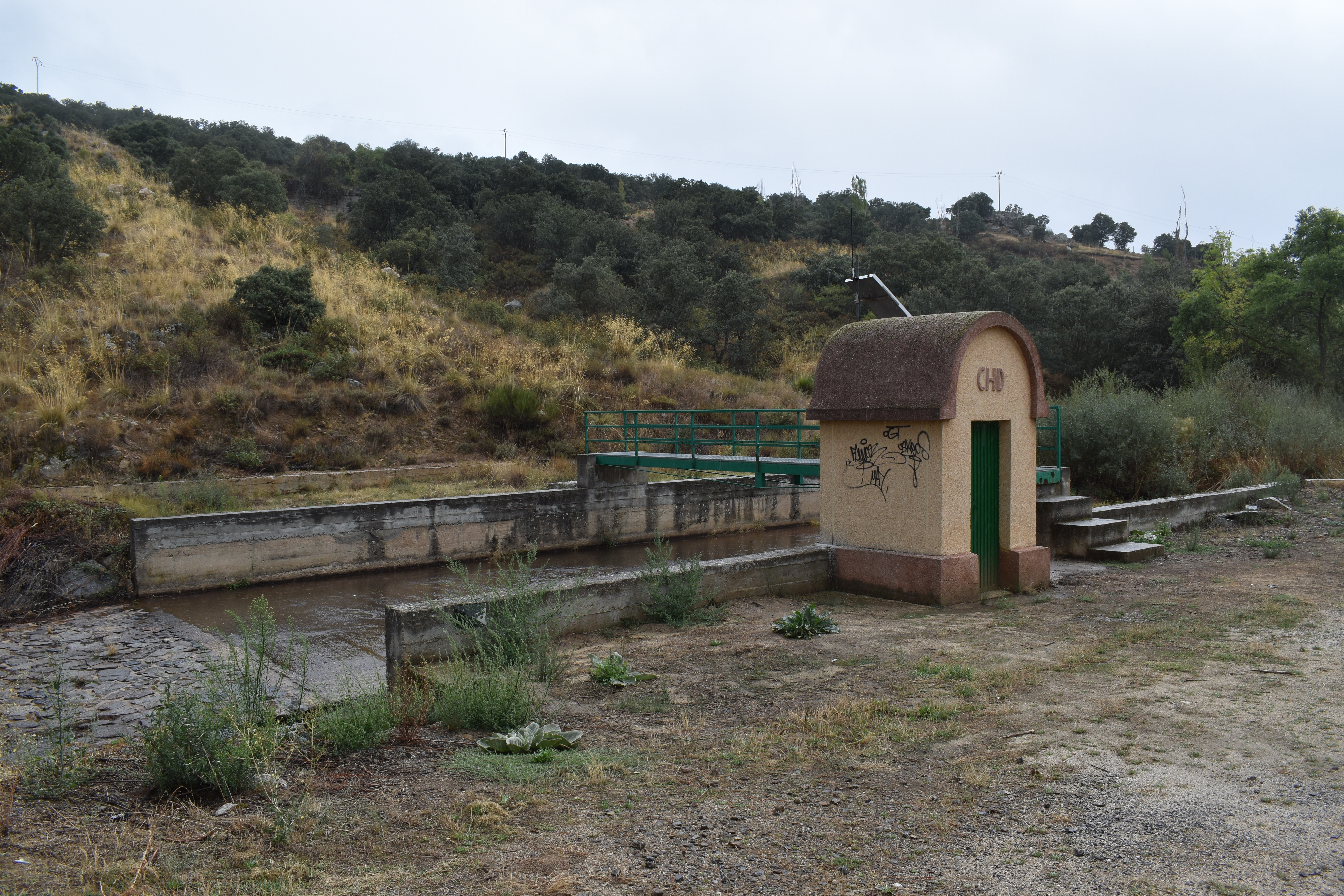
Construcción de la CHD en el río Voltoya.

La Confederación Hidrográfica del Duero (CHD) es un organismo de cuenca intercomunitaria, creado mediante Real Decreto el 22 de junio de 1927 para gestionar las aguas de su demarcación hidrográfica, la parte española de la cuenca del Duero. La Ley de Aguas la define como una entidad de derecho público con personalidad jurídica propia y distinta del Estado, adscrito a efectos administrativos al Ministerio para la Transición Ecológica y el Reto Demográfico como organismo autónomo con plena autonomía funcional.
Desempeña un importante papel en su demarcación hidrográfica, dado que, entre otras funciones, se encarga de la planificación hidrológica, la gestión de recursos y aprovechamientos, la protección del dominio público hidráulico, las concesiones de derechos de uso privativo del agua, el control de calidad del agua, el proyecto y ejecución de nuevas infraestructuras hidráulicas, los programas de seguridad de presas, bancos de datos,…

En 2007, la reforma del Estatuto de Autonomía de Castilla y León abría la puerta a la transferencia futura de la gestión de la cuenca del Duero a la Junta de Castilla y León, demanda histórica de la región desde los tiempos de la República española. Sin embargo, en 2011 el Tribunal Constitucional estimó un recurso de inconstitucionalidad interpuesto por Extremadura por el que se anulaba la parte de la reforma estatutaria referida a la CHD. Extremadura entendía (y así lo hizo también el alto tribunal) que la comunidad de Castilla y León no tenía ni podía asumir legalmente competencias para gestionar las aguas de la cuenca del Duero de los municipios cacereños de Robledillo de Gata y Descargamaría.
A pesar de que tanto desde el Gobierno como desde Castilla y León se ofreció a Extremadura, con carácter previo a la resolución del recurso judicial, la posibilidad de recibir una contraprestación económica a cambio de que Castilla y León asumiese la competencia plena sobre la cuenca y se retirase el recurso, Extremadura siempre rechazó esa posibilidad. Esa opción, en todo caso, era antidemocrática, pues suponía que la gestión de las aguas del Duero en el norte de Cáceres recaería sobre un organismo cuyos miembros no podían ser electos indirectamente por ningún vecino de Robledillo de Gata ni de Descargamaría.